# Тульколь
Тульколь (каз. Тұлкөл) — солёное озеро в Жамбылском районе Северо-Казахстанской области Казахстана. Находится в 5 км к юго-западу от села Святодуховка.
По данным топографической съёмки 1940-х годов, площадь поверхности озера составляет 1,89 км². Наибольшая длина озера — 1,9 км, наибольшая ширина — 1,2 км. Длина береговой линии составляет 5 км, развитие береговой линии — 1,02. Озеро расположено на высоте 148,2 м над уровнем моря.
С казахского название Тульколь переводится как одинокое озеро.